# Sketchfab
Sketchfab ist eine Webpräsenz zum Visualisieren und Teilen von 3D-Modellen. Das Unternehmen wurde in Paris gegründet und hat heute den Sitz in New York. Sketchfab nutzt einen WebGL-basierten 3D-Modell-Viewer.

## Geschichte
Anfang 2011 wurde vom Software-Entwickler Cédric Pinson die Webpräsenz ShowWebGL erstellt. Anfang 2012 kam Alban Denoyel hinzu und im März 2012 ging die Webpräsenz Sketchfab.com online. Im September 2012 kam Pierre-Antoine Passet als Produktmanager dazu.
Sketchfab nahm 2013 am StartUp Accelerator-Programm von TechStars New York City teil und hatte bis Dezember zwei Millionen US-Dollar gesammelt.
Im Dezember 2013 hatte Sketchfab rund 100.000 Benutzer; im April 2014 bot das Unternehmen über 100.000 3D-Modelle an.
Am 21. Juli 2021 wurde das Unternehmen von Epic Games übernommen.

## Angebot
Das Hauptprodukt von Sketchfab ist ein 3D-Modell-Viewer. Er wird auf Sketchfab.vom verwendet, kann aber auch in andere Webseiten wie Facebook eingebettet werden.
Sketchfab bietet ein Community-Portal an, auf dem Besucher 3D-Modelle suchen, bewerten und herunterladen können. Sketchfab-Benutzer haben eine Profilseite und Premium-Benutzer haben ein eigenes Online-Portfolio ihrer Kreationen. 3D-Modelle können von der Sketchfab.com oder aus verschiedenen 3D-Programmen hochgeladen werden, mithilfe von Plugins, so zum Beispiel für 3ds Max, SketchUp, auch aus Blender oder Adobe Photoshop.
Seit Ende 2014 können Sketchfab-Benutzer ihre 3D-Modelle optional unter Creative-Commons-Lizenzen zum Download bereitstellen und machte Sketchfab damit auch zum Marktplatz für 3D-Druck.